# مركز شباب عسكر
مركز شباب عسكر هو نادي كروي فلسطيني تأسَّس عام 1959، ويُمثّل منطقة عسكر في نابلس. ويُنافس في منافسة دوري الضفة الغربية الدرجة الأولى.

## التاريخ
فاز مركز شباب عسكر بالنسخة السادسة في كأس فلسطين لكرة القدم لأندية الضفة الغربية، حيث نظمت بعد إنتهاء الانتفاضة الفلسطينية الأولى، وفي خلال وجود السلطة الوطنية الفلسطينية في فلسطين، التي أدت إلى تشكيل وزارة الشباب والرياضة في فلسطين، وحيث حضر وزير الشباب والرياضة الدكتور عزمي الشعيبي، وأمين سر الرابطة بالإنابة عرسان ابراهيم، ورئيس المجلس الأعلى للشباب والرياضية فرع غزة معمر بسيسو.
 تأهل عسكر للنهائي بعد فوزه على أندية مركز جنين، والخضر، واتحاد نابلس، والثقافي، ثم فاز مركز شباب عسكر في المباراة النهائية على النادي العربي في بيت صفافا، لعب المباراة على استاد أريحا الدولي يوم 8  يوليو 1994، حيث كانت المباراة تدار بطاقم تحكيم مكون من عبد الرؤوف ابو اسنينة، أحمد حسان، وعبد الرحمن مرعي، وفارس خليل رابعا .
انتهت المباراة بهدف لهدف، حيث سجل هدف عسكر هلال ابو كشك، ومراد مروان هدف العربي، ثم فاز عسكر بالمبارة من خلال ركلات الترجيح بعد تسجيل الفريق ثلاث ركلات بواسطة ياسر أبو كشك، وغالب حجاج، وهلال أبو كشك ،وسجل العربي ركتين فقط .
كانت تشكيلت عسكر الذهبية في تلك البطولة تضم كل من هلال أبو كشك، وعلي أبو جنيد، ونزار عودة، ومحمود جراد، وعلاء الحافي، وأمجد بركات، ومحمود حبوش، وغالب حجاج، وسميح أبو الليل، ومفيد سحلوب، وياسر أبو كشك.

## الألقاب
- بطل كأس فلسطين لكرة القدم لأندية الضفة الغربية 1994.

## المنشآت
تبلغ مساحة مركز شباب عسكر 2500 متر مربع يشمل النادي على العديد من المرافق الرياضية والثقافية ومكتبة ومركز للكمبيوتر. أطلق النادي على الصالة المغطاة بالنادي اسم مرزوق الغانم رئيس مجلس الأمة الكويتي السابق فب عام 2020 تقديرا لدوره في دعم القضية الفلسطينية.